# Dolní Hanychov
Dolní Hanychov – część miasta Liberec, w Czechach. Znajduje się w południowo-zachodniej części Liberca. Istnieje 574 zarejestrowanych adresów. Na stałe mieszka tu ponad 2000 osób.
Liberec VIII-Dolní Hanychov znajduje się w katastralnym obszarze Dolní Hanychov o powierzchni 1,13 km².